# Light at the End of the Tunnel (War & Peace)
Light at the End of the Tunnel è il primo album in studio dei War & Peace, pubblicato nel 2001 dalla Shrapnel Records.

## Tracce
Testi e musiche di Jeff Pilson.
1. What Cost War – 4:15
2. The Night You Walked Away – 5:14
3. Wrong Place Wrong Time – 3:25
4. Playing God Again – 7:04
5. Solitary World – 4:48
6. In the Dead of Night – 5:33
7. Sweet Release – 2:03
8. End of the Tunnel – 4:03
9. Stay on My Mind – 8:12
10. Cast the Stone – 7:39

## Formazione
- Jeff Pilson – voce, chitarra, basso, tastiere
- James Kottak – batteria
- John Norum – chitarra solista
- Reb Beach – chitarra solista
- Paul Gilbert – chitarra solista
- Jon Levin – chitarra solista
- Richie Kotzen – chitarra solista